# 真夜中のマーチ
『真夜中のマーチ』（まよなかのマーチ）は、奥田英朗による日本の小説。WOWOWのドラマWでテレビドラマ化され2007年4月15日に放映後、同年10月27日に劇場公開された。

## ストーリー
業績不調のイベント会社を経営する猫舌、粗忽者で自己中心男の横山健司／ヨコケン(玉山鉄二)は、立場の逆転した下請け業者からの取立てに今日も追われながら、自ら主催するイカサマのお見合いパーティーの客の入り具合を陰からさりげなく窺っていると、仕込みの女から一流企業グループ経営者一族の御曹司の三田総一郎／ミタゾウ(窪塚俊介)が参加していることを知らされる。ヨコケンは総一郎をカモと見て別の女を仕込んだ後で、非合法な金儲けを手広くシノギとする兄貴分のヤクザの古谷哲永／フルテツ(山内圭哉)と組んで、事務所所属のモデルが孕まされたということにして示談金を騙し取ろうと画策し、取り分である四割を獲らぬ狸の皮算用で夢見ながら我が世の春の日々を満喫していた。ところが総一郎がフルテツに呼び出されて問い質されると、実は総一郎が三田グループ御曹司どころか同グループ内の商社での同姓の、家内工業経営者を親に持つ、極めて平凡な社員であることが判明したために計画は頓挫し、ヨコケンはフルテツから焼きを入れられた挙句にカレラＳをカタに取上げられ、その腹いせに総一郎に八当たりする。そんなフルテツの次の計画に、と頼まれたヨコケンの代わりに総一郎は不動産業者の勘違いによる三田財閥の威光によってマンションの一区画を易々と借受けるが、そこでは丁半博打の賭場が開かれていること、一晩でもかなりの金が動いていること、しかも寺銭がその中にあることを察知する。計算力と分析力と記憶力が仕事に結び付けられず、周りが見えなくなるタイプの、お荷物社員であるミタゾウと仕切りたがりだが詰めが甘く、ビビリのヨコケンの二人は奇妙な連帯感を持つようになり、寺銭を横取りすることを計画する。隠されていた寺銭の在処を見つけることはできたが、ヨコケンが七千万の金額に日和って弱気を見せた隙に突然現れた謎の女に催涙ガスを撒かれて、金を横取りされてしまった。その後、フルテツらによって何事もなかったように賭場は開帳され続け、不審に思ったヨコケンら二人は、ヨコケンの知合いのＶシネマ特殊効果マンの野島雅也(山下徹大)から借りた車両に乗って賭場を見張っていた。すると、賭場が閉まった後に忍び込む女を見つけて二人は後を追ったが、自分らが謎の女に附けられているとは思わなかった。二人の女は賭場の客の一人である美術商の黒川春雄(津川雅彦)の腹違いの姉妹で黒川千恵／クロチェ(香椎由宇)とその妹の奈美(芦野さゆり)であり、寺銭はこっそりと返却されていた。黒川はフルテツに5％の口銭で賭博客相手に美術品投資を持掛け、一口１千万円一晩で数千万単位の商売をしていた。実態は、集まった金を美術品には投資はせずに自らの不動産投資に費やしておいて、出資者には倉庫に不良在庫で眠っている二束三文品をあてがわせよう、という筋書きで10億円を集めているところであった。その投資金全てを横取りしようとするクロチェの計画を聞いたヨコケンとミタゾウはそれぞれの夢に思いを馳せ、四人で10億円をそっくり奪うとすることになった。野島に作らせた盗聴機能のついた電卓が奈美から黒川に渡ったことで奪取計画はうまく運んだかに見えたが、黒川は奈美を懐柔しており、10億の現金の入っているはずのジュラルミンケース10個を雑誌の詰まった同型ケースとのすり替えは失敗してしまう。そこへ、投資金の横取りを狙っていた、賭場の客で出資者の台湾人一味が現れて雑誌の詰まったジュラルミンケースを事情を知らぬままに持ち去って行った。

## テレビドラマ（映画）

### キャスト
- 横山健司（ヨコケン）：玉山鉄二
- 三田総一郎（ミタゾウ）：窪塚俊介
- 黒川千恵（クロチェ）：香椎由宇
- 黒川奈美：芦野さゆり
- 古谷哲永：山内圭哉
- 野島雅也：山下徹大
- 永福飯店支配人：飯田孝男
- 王：諏訪太郎
- 黒川春雄：津川雅彦

### スタッフ
- 監督：下山天
- プロデューサー：青木泰憲、園木美代子
- 企画統括：山本均
- 企画：長谷川安弘
- 脚本：大石哲也
- 撮影：小林元
- 音楽：吉川清之

### DVD
- 真夜中のマーチ（2008年3月5日、KEBF-10139）